# Законодательный совет Индии
О нижней палате парламента Индии смотрите Законодательное собрание Индии.
Законодательный совет Индии (Видхан Паришад) — законодательный орган, который в нескольких штатах Индии является верхней палатой парламента, или палатой представителей. Члены Законодательной совета выбираются путем непрямого голосования. Некоторые члены палаты назначаются губернатором. Создание Законодательного совета было закреплено Статьей 169 Конституции Индии.
Законодательный совет существует в 6 из 28 штатов Индии, включая союзные территории: Андхра-Прадеш, Бихар, Карнатака, Махараштра, Телангана и Уттар-Прадеш. Кроме того,Парламент Индии дал разрешение на создание собственного Законодательного совета таким штатам, как Орисса, Ассам и Раджастхан. В результате отмены 370 статьи Конституции Индии и преобразовании штата Джамму и Кашмир в две союзные территории, Законодательный совет данного штата был упразднен.

## Организация

### Создание Законодательного совета
Создание Законодательного совета предусмотрено статьями 169,171 (1) и 171 (2) Конституции Индии. Процесс создания заключается в следующем:
- Резолюция о создании Совета, принятая двумя третями голосов членов Законодательного собрания, направляется на рассмотрение в федеральный парламент.
- Затем, согласно статье 171 (1) Конституции Индии, резолюция принимается простым большинством голосов членов Лок Сабхи и Раджья Сабхи.
- Далее резолюция направляется на подпись к Президенту Индии.
- Законодательный совет учреждается сразу после подписания резолюции Президентом.[1]

### Требования, предъявляемые к членам Законодательного совета
Каждый член Законодательного совета штата назначается на шестилетний срок, причем срок исполнения им обязанностей варьируется таким образом, что одна треть членов Законодательного совете штата переизбирается каждые два года. Подобное правило существует и в Раджья Сабхе, верхней палате парламента Индии. В отличие от Законодательного собрания штата (нижней палаты), Законодательный совет (верхняя палата) является постоянным органом и не может быть распущен.
Членом Законодательного совета может быть гражданин Индии, не моложе 30 лет, психически здоровый и не являющийся банкротом. Он также должен быть включен в список избирателей штата, интересы которого она или он представляют на выборах. Член Законодательного совета не может быть одновременно членом парламента.

### Численный состав
Общее количество членов Законодательного совета не может быть более одной трети состава Законодательного собрания штата. Однако, число участников Совета не может быть меньше 40.

### Выборы в Законодательный совет штата
Члены Законодательного совета избираются следующим образом:
- Одна треть избирается членами местных органов власти, таких как муниципалитеты, деревенские советы (грампанчаяты), панчайаты самити (промежуточный уровень) и районные советы.
- Одна треть избирается членами Законодательного собрания штата из числа тех, кто не состоит в Законодательном собрании.
- Одна шестая назначается губернатором из лиц, обладающих знаниями или опытом в таких сферах, как литература, наука, искусство, кооперативное движение и социальные услуги.[3]
- Одна двенадцатая избирается выпускниками высших учебных заведений штата, окончивших обучение не менее трех лет назад и постоянно проживающих в штате.
- Одна двенадцатая избирается лицами, работающими на протяжении не менее трех лет в образовательных учреждениях штата, включая университеты и колледжи (но не ниже школы).

## Предложения по созданию Законодательного совета
- В 2010 году Законодательное собрание штата Тамилнаду вынесло на рассмотрение законопроект об учреждении Законодательного совета, распущенного в 1982 году. Согласно законопроекту в Законодательном совете штата предусмотрено 78 мест.[4]
- 28 ноября 2013 года в штате Ассам был подписан акт о создании Законодательного совета. Учреждение Совета быдо одобрено на заседании союзного кабинета министров, возглавляемом находящимся на тот момент у власти премьер-министр Манмоханом Сингхом. Согласно Акту в Законодательном совете предусмотрено 42 места.[5]
- После проведения исследований Законодательный совет также планируется создать в штатах Махараштра, Орисса и Карнатака.
- В штате Джамму и Кашмир Законодательный совет был упразднён.[6]

## Список Законодательных советов штатов
| Законодательный совет                    | Местоположение   | Количественный состав |
| ---------------------------------------- | ---------------- | --------------------- |
| Законодательный совет Андхра-Прадеш      | Амаравати        | 58                    |
| Законодательный совет штата Бихар        | Патна            | 75                    |
| Законодательный совет штата Карнатака    | Бангалор/Белгаум | 75                    |
| Законодательный совет штата Махараштра   | Мумбаи/Нагпур    | 78                    |
| Законодательный совет штата Телангана    | Хайдарабад       | 40                    |
| Законодательный совет штата Уттар-Прадеш | Лакхнау          | 100                   |
| Всего                                    | -                | 426                   |

## Упраздненные Законодательные советы штатов
Существование Законодательного совета оказалось политически спорным вопросом. Ряд штатов, в которых был упразднен Законодательный совет, впоследствии обратились с просьбой о его восстановлении, однако подобные предложения о создании Законодательного совета были встречены оппозицией со стороны правительства. Предложения по упразднению или восстановлению Законодательного совета штата требуют одобрения со стороны парламента.
| Законодательный совет                         | Местоположение  | Год основания | Год упразднения | Примечание                                                             |
| --------------------------------------------- | --------------- | ------------- | --------------- | ---------------------------------------------------------------------- |
| Законодательный совет штата Ассам             | Шиллонг         | 1935          | 1969            | Упразднен Актом о Законодательном совете штата Ассам, 1969             |
| Законодательный совет штата Бомбей            | Бомбей          | 1861          | 1960            | Упразднен Актом о реорганизации штата Бомбей, 1960                     |
| Законодательный совет штата Джамму и Кашмир   | Сринагар/Джамму | 1957          | 2019            | Упразднен Актом о реорганизации штата Джамму и Кашмир, 2019            |
| Законодательный совет штата Мадхья — Прадеш   | Бхопал          | 1956          | 1969            | Упразднен Актом о Законодательном совете Мадхья-Прадеш, 1969           |
| Законодательный совет штата Пенджаб           | Чандигарх       | 1956          | 1969            | Упразднен Актом о Законодательном совете штата Пенджаб, 1969           |
| Законодательный совет штата Тамилнаду         | Мадрас          | 1956          | 1986            | Упразднен Актом о Законодательном совете штата Тамилнаду, 1986         |
| Законодательный совет штата Западная Бенгалия | Калькутта       | 1952          | 1969            | Упразднен Актом о Законодательном совете штата Западная Бенгалия, 1969 |